# العلاقات البوتسوانية الميانمارية
العلاقات البوتسوانية الميانمارية هي العلاقات الثنائية التي تجمع بين بوتسوانا وميانمار.

## مقارنة بين البلدين
هذه مقارنة عامة ومرجعية للدولتين:
| وجه المقارنة                                              | بوتسوانا                       | ميانمار          |
| --------------------------------------------------------- | ------------------------------ | ---------------- |
| المساحة (كم2)                                             | 581.74 ألف                     | 676.58 ألف       |
| عدد السكان (نسمة)                                         | 2.29 مليون                     | 53.37 مليون      |
| الكثافة السكانية (ن./كم²)                                 | 3.94                           | 78.88            |
| العاصمة                                                   | غابورون                        | نايبيداو، يانغون |
| اللغة الرسمية                                             | لغة إنجليزية                   | اللغة البورمية   |
| العملة                                                    | بولا بوتسواني                  | كيات ميانماري    |
| الناتج المحلي الإجمالي (بليون دولار)                      | 17.41 مليار                    | 69.32 مليار      |
| الناتج المحلي الإجمالي (تعادل القوة الشرائية) بليون دولار | 35.84 مليار                    | 282.95 مليار     |
| الناتج المحلي الإجمالي الاسمي للفرد دولار أمريكي          | 6.36 ألف                       | 1.16 ألف         |
| الناتج المحلي الإجمالي للفرد دولار أمريكي                 | 16.10 ألف                      |                  |
| مؤشر التنمية البشرية                                      | 0.698                          | 0.536            |
| رمز المكالمات الدولي                                      | +267                           | +95              |
| رمز الإنترنت                                              | .bw                            | .mm              |
| المنطقة الزمنية                                           | ت ع م+02:00، توقيت وسط إفريقيا | ت ع م+06:30      |

## منظمات دولية مشتركة
يشترك البلدان في عضوية مجموعة من المنظمات الدولية، منها:
| علم المنظمة | اسم المنظمة                        | تاريخ انضمام بوتسوانا | تاريخ انضمام ميانمار |
| ----------- | ---------------------------------- | --------------------- | -------------------- |
|             | مؤسسة التنمية الدولية              | 24 يوليو 1968         | 5 نوفمبر 1962        |
|             | يونسكو                             | 16 يناير 1980         | 27 يونيو 1949        |
|             | مؤسسة التمويل الدولية              | 23 مارس 1979          | 3 ديسمبر 1956        |
|             | منظمة حظر الأسلحة الكيميائية       | ?                     | ?                    |
|             | الأمم المتحدة                      | 17 أكتوبر 1966        | 19 أبريل 1948        |
|             | الاتحاد الدولي للاتصالات           | 2 أبريل 1968          | 15 سبتمبر 1937       |
|             | منظمة الشرطة الجنائية الدولية      | ?                     | ?                    |
|             | البنك الدولي للإنشاء والتعمير      | 24 يوليو 1968         | 3 يناير 1952         |
|             | الاتحاد البريدي العالمي            | ?                     | ?                    |
|             | وكالة ضمان الاستثمار متعدد الأطراف | 15 مايو 1990          | 16 ديسمبر 2013       |
|             | منظمة التجارة العالمية             | ?                     | ?                    |

## وصلات خارجية
- موقع وزارة الخارجية البوتسوانية
- موقع وزارة الخارجية الميانمارية